# Гробниця (фільм, 2009)
«Гробниця» (англ. The Tomb), або «Лігея Едгара Аллана По» (англ. Ligeia) — американський фільм жахів 2009 року, знятий за мотивами оповідання По «Лігея».

## Сюжет
Успішний письменник і вчений Джонатан Меррік зачарований таємничою і прекрасною Лігеєю. Вона смертельно хвора, але не здається і не зупиняється ні перед чим, щоб перемогти смерть. Для того щоб продовжити своє життя, Лігея краде душі інших людей. У пошуках безсмертя вона зачаровує і обманює Джонатана, який починає страждати через нестерпний потяг до неї. Зрештою він прибуває в стародавній маєток біля моря, де постійна незрима присутність Лігеї поступово зводить Джонатана з розуму.

## У ролях
| Актор               | Роль         |
| ------------------- | ------------ |
| Веслі Бентлі        | Джонатан     |
| Кейтлін Даблдей     | Ровена       |
| Софія Ская          | Лігея        |
| Кері-Хіроюкі Тагава | Лен Берріс   |
| Джоел Льюїс         | Едді         |
| Майкл Медсен        | Джордж       |
| Кріста Кемпбелл     | місіс Берріс |
| Джером Семюел Льюїс | парамедик    |
| Джаред Санс-Агерія  | парамедик    |
| Джо Ганраган        | Гот Пастор   |
| Лідія Галл          | бармен       |
| Ерік Робертс        | Васлов       |
| МакКензі Росман     | Лорелі       |